# Jeremy Bobb
Jeremy Bobb (Dublin, 13 maggio 1981) è un attore statunitense.

## Biografia
Bobb ha frequentato la Otterbein University e nel 2003 ha conseguito una laurea in belle arti.
Ha lavorato in teatro, in televisione e nel cinema. Tra le sue principali interpretazioni vi sono quella del Capo di gabinetto della Casa Bianca  Quintin Creasy nella serie televisiva Hostages di CBS e quella dell'amministratore d'ospedale Herman Barrow nella serie The Knick di Cinemax. Ha fatto parte del cast artistico di The Knick che ha vinto il Satellite Award come miglior cast di una serie televisiva nel 2014.
Tra i film in cui è apparso vi sono You Don't Know Jack di Barry Levinson (2010), The Wolf of Wall Street di Martin Scorsese (2013) e Chi è senza colpa di Michaël R. Roskam (2014).

## Filmografia

### Cinema
- White Lies, Black Sheep, regia di James Spooner (2007)
- Land Shark - Rischio a Wall Street (August), regia di Austin Chick (2008)
- Boy Wonder, regia di Michael Morrissey (2010)
- The Wolf of Wall Street, regia di Martin Scorsese (2013)
- Chi è senza colpa (The Drop), regia di Michaël R. Roskam (2014)
- Insospettabili sospetti (Going in Style), regia di Zach Braff (2017)
- Under the Silver Lake, regia di David Robert Mitchell (2018)
- Le regine del crimine (The Kitchen), regia di Andrea Berloff (2019)
- Goodnight Mommy, regia di Matt Sobel (2022)
- Butcher's Crossing, regia di Gabe Polsky (2022)

### Televisione
- Law & Order - I due volti della giustizia (Law & Order) – serie TV, 2 episodi (2005-2009)
- La valle dei pini (All My Children) – serial TV, 1 puntata (2009)
- You Don't Know Jack - Il dottor morte (You Don't Know Jack), regia di Barry Levinson – film TV (2010)
- Law & Order - Unità vittime speciali (Law & Order: Special Victims Unit) – serie TV, 3 episodi (2011-2020)
- Blue Bloods – serie TV, 1 episodio (2013)
- Inside Amy Schumer – serie TV, 1 episodio (2013)
- Unforgettable – serie TV, 1 episodio (2013)
- Boardwalk Empire - L'impero del crimine (Boardwalk Empire) – serie TV, 1 episodio (2013)
- Hostages – serie TV, 6 episodi (2013)
- House of Cards - Gli intrighi del potere (House of Cards) – serie TV, 3 episodi (2014)
- The Knick – serie TV, 20 episodi (2014-2015)
- Gotham – serie TV, 1 episodio (2015)
- Mr. Robot – serie TV, stagione 2 (2016)
- Manhunt: Unabomber – serie TV, 7 episodi (2017)
- Mosaic, regia di Steven Soderbergh – miniserie TV, 7 puntate (2018)
- Escape at Dannemora, regia di Ben Stiller – miniserie TV, 5 puntate (2018)
- Russian Doll – serie TV, 8 episodi (2019)
- Jessica Jones – serie TV, 9 episodi (2019)
- The Son - Il figlio (The Son) – serie TV, 6 episodi (2019)
- The Outsider – miniserie TV, 10 puntate (2020)
- The First Lady – serie TV, episodi 1x01-1x03 (2022)
- The Continental: Dal mondo di John Wick (The Continental: From the World of John Wick), regia di Albert Hughes e Charlotte Brändström – miniserie TV, 3 puntate (2023)
- Loro (Them) – serie TV, 8 episodi (2024)

## Doppiatori italiani
Nelle versioni in italiano delle opere in cui ha recitato, Jeremy Bobb è stato doppiato da:
- Francesco Bulckaen in The Knick,[4] Billions,[5] Godless, Russian Doll[6]
- Alberto Bognanni in Jessica Jones, Mosaic[7]
- Davide Marzi in Escape at Dannemora, Gotham
- Stefano Alessandroni in The Good Wife[8], The Outsider[9]
- Franco Mannella in The Continental: Dal mondo di John Wick[10], Loro[11]
- Luigi Ferraro in Law & Order - Unità vittime speciali (ep. 12x13)[12]
- Riccardo Scarafoni in Law & Order - Unità vittime speciali (ep. 14x08)[12]
- Massimo De Ambrosis in Law & Order - Unità vittime speciali (ep. 21x14)[12]
- Gerolamo Alchieri in Boardwalk Empire - L'impero del crimine
- Massimiliano Plinio in Unforgettable
- Andrea Lavagnino in Elementary[13]
- Stefano Crescentini in Hostages[14]
- Alessandro Budroni in House of Cards - Gli intrighi del potere[15]
- Alessandro Quarta in Manhunt[16]
- Roberto Certomà in Insospettabili sospetti
- Stefano De Sando in Under the Silver Lake
- Francesco Cavuoto in The Son - Il figlio[17]